# Condado de Caroní
El Condado de Caroní (en inglés: Caroni County) ocupa 557 kilómetros cuadrados (215 millas cuadradas) en la parte central oeste de la isla de Trinidad, la isla más grande en la República de Trinidad y Tobago. Se encuentra al sur y suroeste del Condado de Saint George, al oeste del condado de Nariva y el norte del condado de Victoria. Al oeste limita con el Golfo de Paria. El Condado Caroní incluye la localidad de Chaguanas, la ciudad más grande (por la población) en el país. Administrativamente se divide entre el término municipal de Chaguanas, la Corporación Regional Couva-Tabaquite-Talparo y la Corporación Regional Tunapuna-Piarco. El condado fue dividido en cuatro sectores: Chaguanas, Couva, Cunupia y Montserrat.
El Condado de Caroní, que toma su nombre del río Caroní, se extiende desde las colinas de la Cordillera Central en las tierras bajas de las planicies del Caroní y el pantano Caroní. Está fuertemente asociado con la caña de azúcar y elementos relacionados al azúcar. La compañía ya desaparecida y empresa estatal de azúcar, Caroni (1975) Ltd. tomó su nombre del lugar.
Caroní se divide en cuatro espacios- Cunupia, Chaguanas, Couva y Montserrat. Las principales ciudades del condado de Caroni son Chaguanas y Couva. La zona portuaria e industrial de Point Lisas también se encuentra en Caroni.